# روبرت لوغان
روبرت لوغان (بالإنجليزية: Robert Logan)‏ هو فلاح وسياسي نيوزلندي، ولد في 2 أبريل 1863 في المملكة المتحدة، وتوفي في 4 فبراير 1935 في المملكة المتحدة.